# Thomas Lange
Thomas Lange (Eisleben, República Democràtica Alemanya 1964) és un remador alemany, guanyador de tres medalles olímpiques.

## Biografia
Va néixer el 27 de febrer de 1964 a la ciutat d'Eisleben, població situada a l'estat de Saxònia-Anhalt, que en aquells moments formava part de la República Democràtica Alemanya (RDA) i que avui en dia forma part d'Alemanya, fill d'un antic membre de la Stasi que se suïcidà en dia de la caiguda del Mur de Berlín.
Llicenciat en medicina, a partir de la seva retirada de la competició activa ha actuat com a cirurgià.

## Carrera esportiva
Va participar, als 24 anys, en els Jocs Olímpics d'Estiu de 1988 celebrats a Seül (Corea del Sud) en representació de la RDA, on aconseguí guanyar la medalla d'or en la prova masculina de scull individual. Anteriorment no havia pogut participar en els Jocs Olímpics d'estiu de 1984 realitzats a Los Angeles (Estats Units) pel boicot de la RDA en aquests Jocs. En els Jocs Olímpics d'Estiu de 1992 celebrats a Barcelona (Catalunya), i ja sota pavelló alemany, aconseguí revalidar el títol olímpic. En els seus tercers Jocs, els Jocs Olímpics d'Estiu de 1996 realitzats a Atlanta (Estats Units) aconseguí guanyar la medalla de bronze en aquesta mateixa prova.
Al llarg de la seva carrera ha guanyat set medalles en el Campionat del Món de rem, destacant cinc medalles d'or (dos en doble scull i tres en scull individual). Així mateix ha aconseguit guanyar tres medalles d'or en el Campionat del Món júnior.